# 曾昭文
曾昭文 （1883年—1913年），字可楼，河南新县新集人。中国民主革命家。

## 生平
1904年，曾昭文从北京练兵处考赴日本留学。到日本后，他先入振武学校，毕业后又入日本陆地测量部学习陆地测量。其间，他参加了兴中会。他还和黄兴、孙中山交好。1905年8月20日，兴中会、华兴会等革命组织在东京同组中国同盟会，曾昭文参与了成立大会的筹备工作，并被推为中国同盟会东京总部执行部书记科书记。1906年，中国同盟会河南分会在东京成立，曾昭文任支部长。1908年，他毕业归国，留在北京，在军谘府任科员，暗中任同盟会的联络员，联系同盟会东京总部。
1911年10月10日武昌起义爆发，曾昭文随黄兴、宋教仁于10月28日到达汉阳。黄兴任民军战时总司令；曾昭文任副官长，充前敌总指挥。北洋军占领汉口后，黄兴企图投江自尽，被曾昭文阻止，曾昭文掩护黄兴撤回武昌。
1912年1月1日，南京临时政府成立，黄兴任陆军总长，曾昭文任军需总监。南北议和成功后，袁世凯任中华民国临时大总统，黄兴任南京留守。当时，曾昭文为陆军少将，帮助黄兴采买军火。他还参与成立了河南社会党，5月26日，曾昭文、杜潜等20余名革命党人在《大中民报》刊发了《河南社会党通告》，宜布在开封设事务所。8月25日，中国同盟会等党派合组国民党，曾昭文当选为参议。他还任国民党河南支部支部长。
二次革命期间，曾昭文因病入天津日本医院治疗。1913年8月，他在医院病逝。享年30岁。